# 産業セメント鉄道
産業セメント鉄道（さんぎょうせめんとてつどう）は、かつて福岡県で鉄道事業を行なっていた民営鉄道である。設立時の名称は九州産業鉄道（きゅうしゅうさんぎょうてつどう）であったが、1933年（昭和8年）に改称した。
筑豊地区の鉄道網の欠落部を補い、沿線から産出する石炭や石灰石の輸送を目的に設立され、2路線を有した。現在、九州旅客鉄道（JR九州）後藤寺線の一部となっている起行 - 船尾間を1922年（大正11年）に、船尾 - 赤坂炭坑間を1926年（大正15年）に開業し、1929年（昭和4年）には平成筑豊鉄道糸田線の一部となっている金宮鉄道を譲受したが、1943年（昭和18年）に戦時買収により全路線（12.5km）が国有鉄道（鉄道省）に編入された。

## 歴史
- 1917年（大正6年）8月3日　鎮西軽便鉄道（発起人麻生太吉）が、筑豊本線飯塚駅から田川線後藤寺駅に達する路線の敷設と旅客及び貨物運搬の業を営む申請書を鉄道大臣に提出
- 1919年（大正8年）
  - 2月13日　鉄道免許状下付（嘉穂郡飯塚町-田川郡後藤寺町間）[2]
  - 6月28日　鎮西軽便鉄道株式会社設立（取締役 麻生太吉）[3]（資本金150万円、本社所在田川郡後藤寺町[4]）
  - 9月1日 九州産業鉄道へ改称
- 1922年（大正11年）
  - 2月5日　起行（鉄道省の駅として既設。1982年（昭和57年）に廃止） - 船尾間を貨物運輸開業。船尾駅を開業[5]。運行管理を門司鉄道局に委託。
  - 9月14日 鉄道免許状下付（嘉穂郡稲築村間大字鴨生-同郡桂川村大字豆田間）[6]
  - 9月15日　起業目論見変更認可（田川郡後藤寺町-嘉穂郡稲築村間）[7]
- 1925年（大正14年）6月6日　線路変更（田川郡後藤寺町-嘉穂郡庄内村間）[8]
- 1926年（大正15年）7月15日　船尾 - 赤坂（鉄道省の駅として既設。現・下鴨生） - 赤坂炭坑（貨物駅。1945年（昭和20年）に廃止）間を延伸開業。起行-船尾間旅客営業開始。筑前庄内駅を開業[9]。旅客列車は起行から後藤寺まで省線を運行[10]。起行 - 船尾間の運行委託契約解除。
- 1928年（昭和3年）1月30日　金宮鉄道（発起人麻生太吉）に対し鉄道免許状下付（田川郡糸田村-同郡金田町間）[11]。
- 1929年（昭和4年）
  - 2月1日　金宮鉄道が宮床（現・糸田） - 金田間を開業、金田・糸田・宮床の各駅を開業[12]
  - 6月1日　九州産業鉄道が金宮鉄道の宮床 - 金田間を譲受[13]
- 1933年（昭和8年）10月6日　九州産業鉄道が九州産業株式会社（取締役麻生太吉）[14]と合併し産業セメント鉄道設立[15]
- 1942年（昭和17年）10月1日　豊前大熊駅を開業
- 1943年（昭和18年）7月1日　全線が買収・国有化される[16]。糸田駅を宮床駅へ統合
- 1954年（昭和29年）10月　麻生鉱業が産業セメント鉄道を合併し麻生産業と改称する。
- 1966年（昭和41年）11月　麻生産業が麻生セメント（現・麻生）を分離。
- 1969年（昭和44年）6月30日　麻生産業、会社解散。

## 路線
- 起行 - 赤坂 - 赤坂炭坑
- 金田 - 糸田

## 輸送・収支実績
| 年度 | 乗客（人） | 貨物量（トン） | 営業収入（円） | 営業費（円） | 益金（円） | その他益金（円） | その他損金（円）  | 支払利子（円） | 政府補助金（円） |
| ---- | ---------- | -------------- | -------------- | ------------ | ---------- | ---------------- | ----------------- | -------------- | ---------------- |
| 1922 |            | 73,197         | 29,582         | 27,089       | 2,493      |                  |                   |                |                  |
| 1923 |            | 125,042        | 25,467         | 31,970       | ▲ 6,503    | 51,442           |                   | 8,317          |                  |
| 1924 |            | 137,562        | 23,436         | 20,691       | 2,745      | 石炭19,336       |                   |                |                  |
| 1925 |            | 134,666        | 22,532         | 18,638       | 3,894      | 石炭39,164       | 償却金30,000      |                |                  |
| 1926 | 70,994     | 222,887        | 50,825         | 38,790       | 12,035     | 石炭108,818      | 雑損52,917        | 32,558         | 41,229           |
| 1927 | 188,368    | 443,422        | 104,098        | 80,955       | 23,143     | 兼業109,741      | 雑損301           | 45,251         | 68,214           |
| 1928 | 231,268    | 467,224        | 126,955        | 97,244       | 29,711     | 石炭149,268      |                   | 17,014         | 66,050           |
| 1929 | 329,102    | 734,607        | 197,085        | 135,385      | 61,700     | 石炭165,457      | 雑損611           | 36,684         | 65,283           |
| 1930 | 502,919    | 1,307,795      | 394,491        | 109,571      | 284,920    |                  | 雑損48            | 38,531         | 775              |
| 1931 | 443,223    | 1,129,812      | 333,112        | 106,418      | 226,694    |                  |                   | 23,137         | 22,209           |
| 1932 | 392,347    | 1,272,252      | 373,692        | 123,579      | 250,113    |                  | 償却金69,090      | 17,588         | 17,993           |
| 1933 | 476,553    | 1,810,058      | 490,949        | 143,813      | 347,136    |                  | 雑損償却金83,357  | 15,878         |                  |
| 1934 | 557,799    | 2,253,407      | 625,781        | 204,670      | 421,111    | 商品588,491      | 雑損償却金388,092 | 21,277         |                  |
| 1935 | 543,397    | 2,340,310      | 642,762        | 196,358      | 446,404    | 商品364,979      | 雑損償却金184,105 | 6,487          |                  |
| 1936 | 663,118    | 2,561,981      | 709,262        | 254,099      | 455,163    | 商品492,721      | 雑損償却金111,204 | 3,900          |                  |
| 1937 | 664,428    | 3,077,867      | 889,905        | 398,301      | 491,604    | 受取手形760,462  | 償却金198,500     | 1,199          |                  |
| 1939 | 778,233    | 3,152,491      |                |              |            |                  |                   |                |                  |
| 1941 | 1,269,881  | 3,083,011      |                |              |            |                  |                   |                |                  |
| 1943 | 897,411    | 2,913,832      |                |              |            |                  |                   |                |                  |

- 鉄道省鉄道統計資料、鉄道統計資料、鉄道統計、国有鉄道陸運統計各年度版

## 車両
- 蒸気機関車
すべて鉄道省からの払下げ。
  - 1400形、1440形 1407, 1410, 1416, 1444 - 独クラウス製。車輪配置 0-6-0のタンク機関車
  - 3100形 3123 - 1906年（明治39年）米アメリカン・ロコモティブ製。車輪配置 2-6-2のタンク機関車
- 客車
旅客営業開始時は国鉄より3両（四輪三等車2、四輪三等手荷物緩急車1）が払下げられている[17]。
  - フハ1・フハ2 - 1897年（明治30年）福岡製の二軸車。国有化後ハ2592・2593
  - ハニ1 - 1896年（明治29年）福岡製の二軸車 。国有化後ハニ3562
  - ホハフ1 - 1900年（明治33年）鉄道作業局新橋工場製の木製ボギー車。国有化後ホハフ2614
  - オハフ1 - 1932年（昭和7年）田中車輛製の鋼製ボギー車。国有化後オハフ36 1
- 貨車
  - ワフ1形（荷重6t）
    - ワフ1 - 1887年（明治20年）鉄道作業局新橋工場製
    - ワフ2 - 1890年（明治23年）英国製

  - ト1形
    - ト1-2 - 1905年（明治38年）汽車製造製

  - ト3形（荷重10t）
    - ト3 - 1907年（明治40年）関西鉄道製
    - ト4 - 1906年（明治39年）関西鉄道製
    - ト5 - 1907年関西鉄道製
    - ト6 - 1907年関西鉄道製
    - ト7 - 1907年天野工場製

  - セフ1形（荷重8t）
    - セフ1 - 1893年（明治26年）英国製
    - セフ2 - 1896年（明治29年）筑豊鉄道製
    - セフ3 - 1898年（明治31年）汽車製造製
    - セフ4 - 1896年筑豊鉄道製

  - セム1形（荷重15t。国有化後セム3750形）
    - セム1-3 - 1934年（昭和9年）日本車輌製造製

  - セムフ1形
    - セムフ1 - 1934年日本車輌製造製

### 車両数の推移
| 年度       | 機関車 | 客車 | 貨車 | 貨車 |
| 年度       | 機関車 | 客車 | 有蓋 | 無蓋 |
| ---------- | ------ | ---- | ---- | ---- |
| 1922- 1925 |        |      | 2    |      |
| 1926- 1932 | 3      | 3    | 2    |      |
| 1933       | 4      | 4    | 2    | 2    |
| 1934       | 4      | 4    | 2    | 6    |
| 1935       | 4      | 4    | 2    | 10   |
| 1936       | 4      | 4    | 2    | 10   |
| 1937       | 5      | 5    | 2    | 15   |